# Ismaël Alassane
Ismaël Eragae Alassane (* 3. April 1984 in Niamey) ist ein nigrischer Fußballspieler, der auf der Position des Verteidigers beim kuwaitischen Verein al Sahel SC spielt und von 2002 bis 2013 für die Nigrische Fußballnationalmannschaft aktiv war.

## Karriere
Im Alter von 17 Jahren spielte Alassane bei JS du Ténéré, einem nigrischen Verein aus Niamey. 2004 wechselte er zu Sahel SC, ebenfalls heimisch in Niamey, und gewann mit diesem Club die nigrische Meisterschaft und den nigrischen Pokalwettbewerb. Ende des Jahres folgte der Wechsel nach Burkina Faso zu ASFA-Yennenga Ouagadougou. Er konnte mit der Mannschaft 2006 die burkinische Meisterschaft feiern. In der Saison 2008/2009 war Alassane beim FC Enyimba in Nigeria aktiv, dem nigerianischen Pokalsieger von 2009. Er spielte danach ab 2009 beim Busaiteen Club in Bahrain und wechselte 2011 zum al Sahel SC nach Kuwait.
Alassane spielte von 2002 bis 2013 für die nigrische Fußballnationalmannschaft. Bei der Qualifikation zur Fußball-Weltmeisterschaft 2010 war er mit einem Tor einziger Torschütze seines Landes.

## Erfolge
Nigrischer Meister
- 2004

Nigrischer Pokalsieger
- 2004

Burkinischer Meister
- 2006

Nigerianischer Pokalsieger
- 2009